# Einar Lindboe
Einar Lindboe (ur. 2 czerwca 1876 r. w Vestre Aker – zm. 26 czerwca 1953 r.) – norweski biegacz narciarski uczestniczący w zawodach w latach 30.
Był zawodnikiem klubu Medicinernes Skiklub Svartor. Wraz z Hagbartem Haakonsenem zdobył medal Holmenkollen w 1927 roku. W latach 1922–1927 był prezesem Norweskiego Związku Narciarskiego.